# 执信西斋

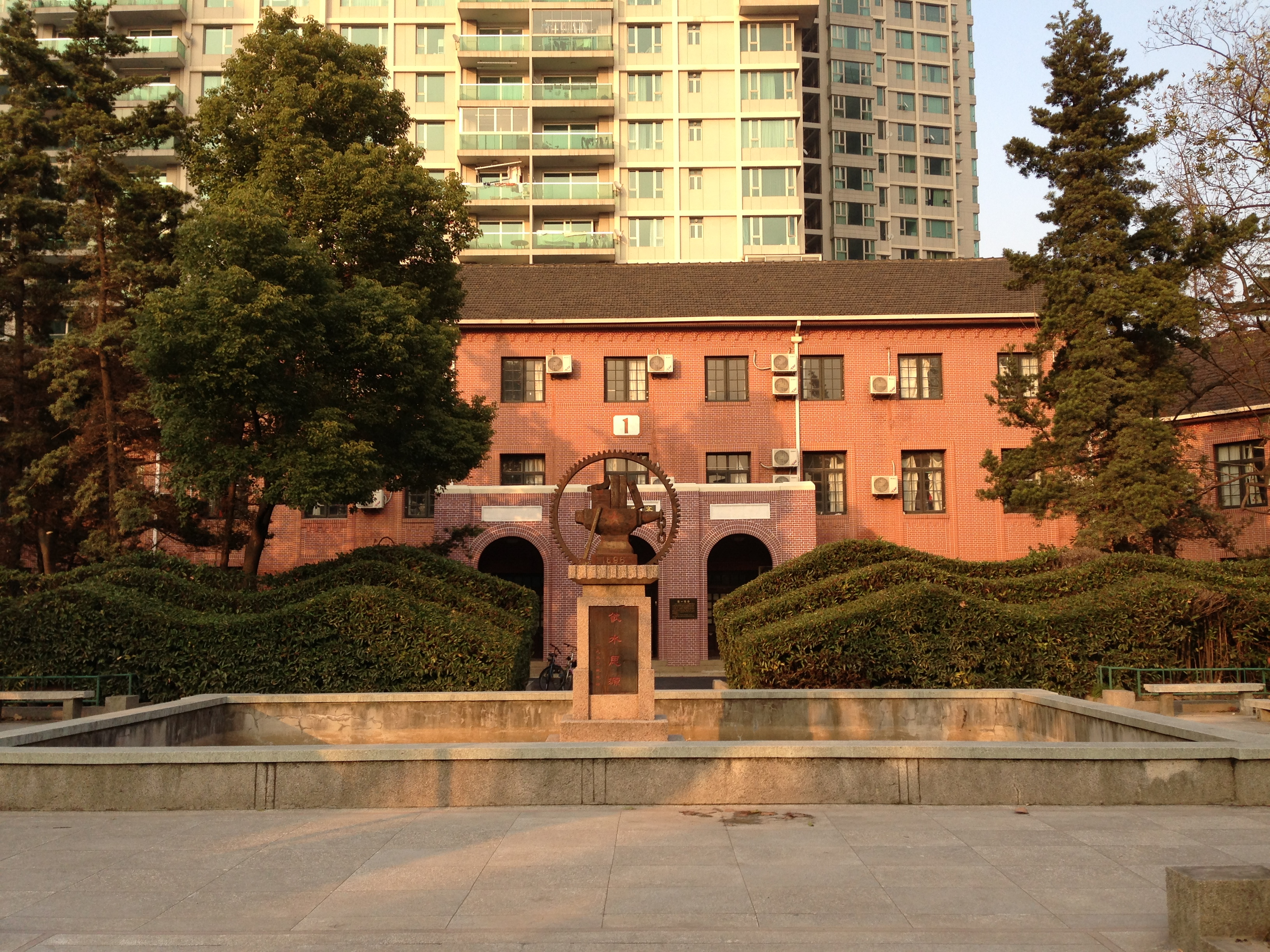
执信西斋

执信西斋为上海交通大学徐汇校区校园西侧的一座学生宿舍，始建于1929年。初名西新宿舍，为纪念国民革命先驱朱执信而定名为执信西斋。

## 建筑
执信西斋始建于1929年8月1日，于1930年1月20日完工，3月28日举行了落成典礼。为一座折衷主义风格的建筑，中间高三层、两翼高二层，总体布局构成U形。砖木结构、外墙红砖白缝。建筑面积4397平方米，共计卧室152间、可容纳304位学生。造价70300两银，由校长孙科奠基，设计师为范文照。

## 历史

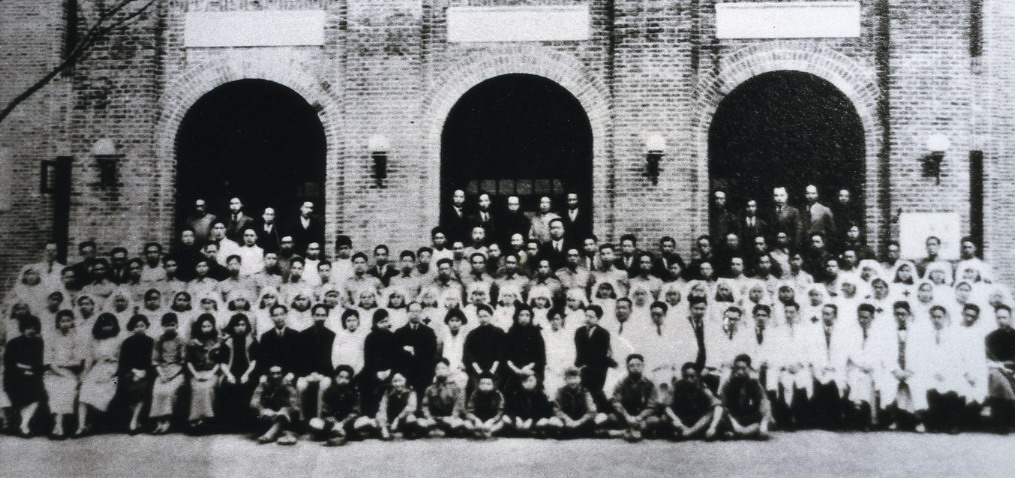
1932年宋庆龄在执信西斋前与国民伤兵医院全体职工合影

1928年南京国民政府成立后，合并沪平唐诸校成立新的国立交通大学，校务由当时的副校长黎照寰主持。由于在校学生增多，加上新设土木工程学院学生更为增加，且先前学生宿舍上院建筑年久失修，故决定在学校西侧空地修筑宿舍。
执信西斋建成时设施相对其他宿舍较为完备。宿舍为二人间，环境宽敞，并在楼下配有阅报室及交谊室。受到学生欢迎及各界赞誉，落成之时亦受到沪上报章报道。当时的在校生曾在校刊上撰文称赞。最早入住的1930届学生更为感谢学校修建宿舍，捐款在执信西斋前修筑饮水思源碑，后成为交大标志纪念物之一。
1932年发生一·二八事變，校长黎照寰为孙中山好友，将执信西斋辟为临时病房以协助宋庆龄、何香凝建立的国民伤兵医院。淞沪抗战期间的十九路军伤兵多通过虹桥路送入执信西斋救治。此时执信西斋住宿的学生暂往西宿舍及上院。
其后一直作为学生宿舍使用，钱学森、江泽民等交大校友均曾在执信西斋居住。但在改建之前的很短一段时间曾作为院系办公室和教师宿舍使用。
2001年由上海交通大学建筑设计研究院翻修，现作为研究生宿舍使用，又名第一宿舍。